# Paul Durcan
Paul Durcan (ur. 16 października 1944 w Dublinie, zm. 17 maja 2025) – współczesny poeta irlandzki, absolwent University College w Cork, gdzie studiował archeologię i historię średniowiecza. Jego twórczość ceniona jest za autoironiczny dowcip i kpiarską analizę kondycji irlandzkiego mężczyzny w społeczeństwie.
W 1974 Durcan otrzymał nagrodę Patrick Kavanagh Award, a w 1975 został wydany jego pierwszy samodzielny tomik poetycki O Westport in the Light of Asia Minor. Tomik The Berlin Wall Café z 1985 roku, inspirowany kryzysem małżeńskim poety, uważany jest przez krytykę za jeden z ważniejszych w jego twórczości; Durcan został zań wyróżniony przez stowarzyszenie London Poetry Book Society. Za inny tomik, Daddy, Daddy, Durcan został w 1990 laureatem Nagrody Whitbread w dziedzinie poezji. W tym samym roku spotkało go jeszcze jedno wyróżnienie: piastował zaszczytne stanowisko Writer-In-Residence w Trinity College w Dublinie. Również w 1990 Durcan pojawił się gościnnie na albumie Vana Morrisona pt. Enlightenment, udzielając się wokalnie w piosence "In The Days Before Rock'n'Roll", której jest również współautorem. Inne ważniejsze nagrody za twórczość poetycką to Irish American Cultural Institute Poetry Award zdobyta przez niego w 1989 oraz Heinemann Prize w 1995. W 2003 na antenie pierwszego programu Radia RTE, w audycji Today with Pat Kenny, ukazywał się co tydzień Paul Durcan's Diary.
Ważniejsze tomiki Durcana wydane w ostatnich latach to: A Snail in my Prime (1993), Crazy About Women (1991), Greetings to Our Friends in Brazil (1999) oraz Cries of an Irish Caveman (2001).
Paul Durcan był członkiem Aosdána, irlandzkiego stowarzyszenia grupującego wybitnych twórców.
W Polsce wybór jego twórczości ukazał się w tłumaczeniach Ernesta Brylla, Małgorzaty Goraj-Bryll i Michała Jankowskiego w dwujęzycznej publikacji pt. Literatura irlandzka. Tom 2.:Leland Bardwell, Anthony Cronin, Paul Durcan (Poznań 2003). Wydano również Poezje wybrane (Poznań 2004).

## Wybrana twórczość poetycka
- Endsville [wspólnie z Brianem Lynchem] (1967)
- O Westport in the Light of Asia Minor (1975)
- Sam's Cross (1978)
- Teresa's Bar (1976; wydanie poprawione – 1986)
- Jesus, Break his Fall (1980)
- Ark of the North (1982)
- The Selected Paul Durcan (red. Edna Longley, 1982)
- Jumping the Train Tracks with Angela (1983)
- The Berlin Wall Café (1985)
- Going Home to Russia (1987)
- Daddy, Daddy (1990)
- Crazy About Women (1991)
- A Snail in My Prime. New and Selected Poems (1993)
- Give Me Your Hand (1994)
- Christmas Day (1997)
- Greetings to Our Friends in Brazil (1999)
- Cries of an Irish Caveman (2001)
- The Art of Life (2004)
- The Laughter of Mothers (2008)
- Life is a Dream: 40 Years Reading Poems 1967-2007 (2009)
- Praise in Which I Live and Move and Have My Being (2012)